# بنجامین کوهلر
بنجامین کوهلر (انگلیسی: Benjamin Köhler؛ زادهٔ ۴ اوت ۱۹۸۰) بازیکن فوتبال اهل آلمان است.
از باشگاه‌هایی که در آن بازی کرده‌است می‌توان به باشگاه فوتبال کایزرسلاوترن، باشگاه فوتبال یونیون برلین، باشگاه فوتبال روت‌وایس اسن، باشگاه فوتبال آینتراخت فرانکفورت، و باشگاه فوتبال دویسبورگ اشاره کرد.
وی همچنین در تیم ملی فوتبال زیر ۲۱ سال آلمان بازی کرده‌است.